# Дебељко
Дебељко (енгл. Fat Man) је кодни назив за атомску бомбу која је детонирала изнад Нагасакија, Јапан, 9. августа 1945, у 11:02 по локалном времену. Бомбу су бациле Сједињене Америчке Државе, и то је друга од две атомске бомбе коришћене у ратне сврхе, и трећа нуклеарна експлозија коју је изазвао човек. Име дебељко се општије односи и на рани дизајн атомског оружја направљеног у Сједињеним Државама, базираним на овом моделу. То је била бомба имплозионог типа, са средиштем од плутонијума.
Дебељко је можда добио име по Винстону Черчилу, мада је Роберт Сербер у својим мемоарима навео да како је бомба била округла и дебела, ју је назвао по лику Каспера Гутмана из романа Малтешки соко, Сиднија Гринстрита. Дизајн Дебељка био је сличан дизајну Направе прве атомске бомбе детониране током атомске пробе Тринити. у јулу 1945.
Дебељко је детониран на висини од приближно 550 m изнад града, а избачен је из бомбардера Б-29 супертврђава по имену Бокскар. Пилотирао је мајор Чарлс Свини из 393. бомбардерског ескадрона. Бомба је имала снагу од отприлике 21 килотона ТНТ, или 8,78×1013 џула = 88 TJ (тераџула). Пошто је Нагасаки на брдском терену, штета од експлозије је била нешто мања него у релативно равној Хирошими. Процењено је да је у бомбардовању Нагасакија одмах страдало 39.000 људи, а 25.000 је повређено. Још хиљаде су касније умрле од повреда насталих од експлозије и опекотина, и још стотине од тровања радијацијом од излагања иницијалном зрачењу бомбе. Бомбардовање Нагасакија је било треће најсмртоносније бомбардовање у Другом светском рату, после бомбардовања Хирошиме и ватрених ваздушних удара на Токио 9. и 10. марта 1945..